# 1312

## أحداث
- تأسيس مدينة بييلسكو فيالا وتقع حاليا في بولندا.
- 26 مايو الموافق لـ 18 صفر 712 هـ - قيام السلطان المغولي محمد خدابنده أولجايتو بحملة عسكرية للاستيلاء على بلاد الشام.

## مواليد
- إدوارد الثالث ملك إنجلترا
- نجم الدين الدهلي